# Carmen Navarro Aranda
Carmen Navarro Aranda (1950) es una botánica e investigadora española.
Es licenciada y doctora en farmacia, por la Universidad Complutense de Madrid, donde es profesora titular de Universidad, en el Departamento de Biología Vegetal II, puesto que ocupa desde 1982.
Desde 1993, colabora en el proyecto “Flora iberica” en la que es coautora de los géneros: Fagopyrum y Fallopia (v. 2) Paeonia, Ulmus, Celtis, Halimium (v. 3) Dryas, Fragaria, Duchesnea, Sibbaldia, Sanguisorba, Eriobotrya, Pyracantha, Mespilus, Crataegus, Amelanchier, Malus, Cydonia (v. 6). Ha editado las familias: Cistaceae y Ulmaceae (v. 3) y Rosaceae (v. 6); y coeditora del v. 9 y autora o coautora de varios géneros de ese volumen, entre ellos el género Erodium.

## Obra
- . 2004.

- --------------------------, . 2003.

- La abreviatura «C.Navarro» se emplea para indicar a Carmen Navarro Aranda como autoridad en la descripción y clasificación científica de los vegetales.[3]